# Shelton Benjamin
 (juin 2021).
Pour les articles homonymes, voir Benjamin.
Shelton James Benjamin (né le 9 juillet 1975 à Orangeburg, Caroline du Sud) est un catcheur (lutteur professionnel) américain. Il travaille actuellement à la All Elite Wrestling, sous le nom de Shelton Benjamin, où il est l'actuel champion du monde par équipes avec Bobby Lashley.
À la World Wrestling Federation/Entertainment (WWF/WWE) où il remporte à deux reprises le championnat par équipe avec Charlie Haas en plus d'être triple champion intercontinental et une fois champion des États-Unis. Après son renvoi de la WWE en 2010, il rejoint la Ring of Honor où il fait à nouveau équipe avec Charlie Haas pour devenir double champion du monde par équipe de cette fédération.

## Jeunesse
Benjamin pratique la lutte au lycée à Orangeburg et a alors un record de 122 victoires pour 10 défaites et remporte à deux reprises le championnat de l'état de Caroline du Sud en 1993 et 1994. Il part ensuite à l'Université de Lassen (en) en Californie où il pratique l'athlétisme et la lutte devenant champion national universitaire junior du 100 mètres ainsi que champion national universitaire junior de lutte. Il part ensuite pour l'Université du Minnesota où il continue la lutte et devient aussi entraîneur adjoint, c'est aussi là-bas qu'il rencontre Brock Lesnar avec qui il partage sa chambre,. En tant que lutteur, il se classe 5e du championnat de division 1 NCAA dans la catégorie des moins de 275 lb (125 kg) en 1997 puis 3e l'année suivante.

## Carrière

### World Wrestling Federation/Entertainment (2000-2010)

#### Entraînement à l'Ohio Valley Wrestling (2000-2002)
En 2000, Benjamin signe un contrat avec la World Wrestling Federation (WWF) qui l'envoie à l'Ohio Valley Wrestling (OVW), son club-école. Il y retrouve Brock Lesnar avec qui il forme les Minnesota Stetching Crew et remportent à trois reprises le championnat par équipe de cette fédération en 2001 : une première fois du 13 février au 22 avril puis du 15 mai au 14 juillet et enfin du 29 octobre au 7 novembre. Lesnar quitte l'OVW en novembre 2001, Benjamin fait ensuite équipe avec Redd Dogg avec qui il devient une 4e fois champion par équipe de l'OVW le 17 juillet 2002 avant de rendre vacant leur titre,.

#### The World's Greatest Tag Team (2002-2004)

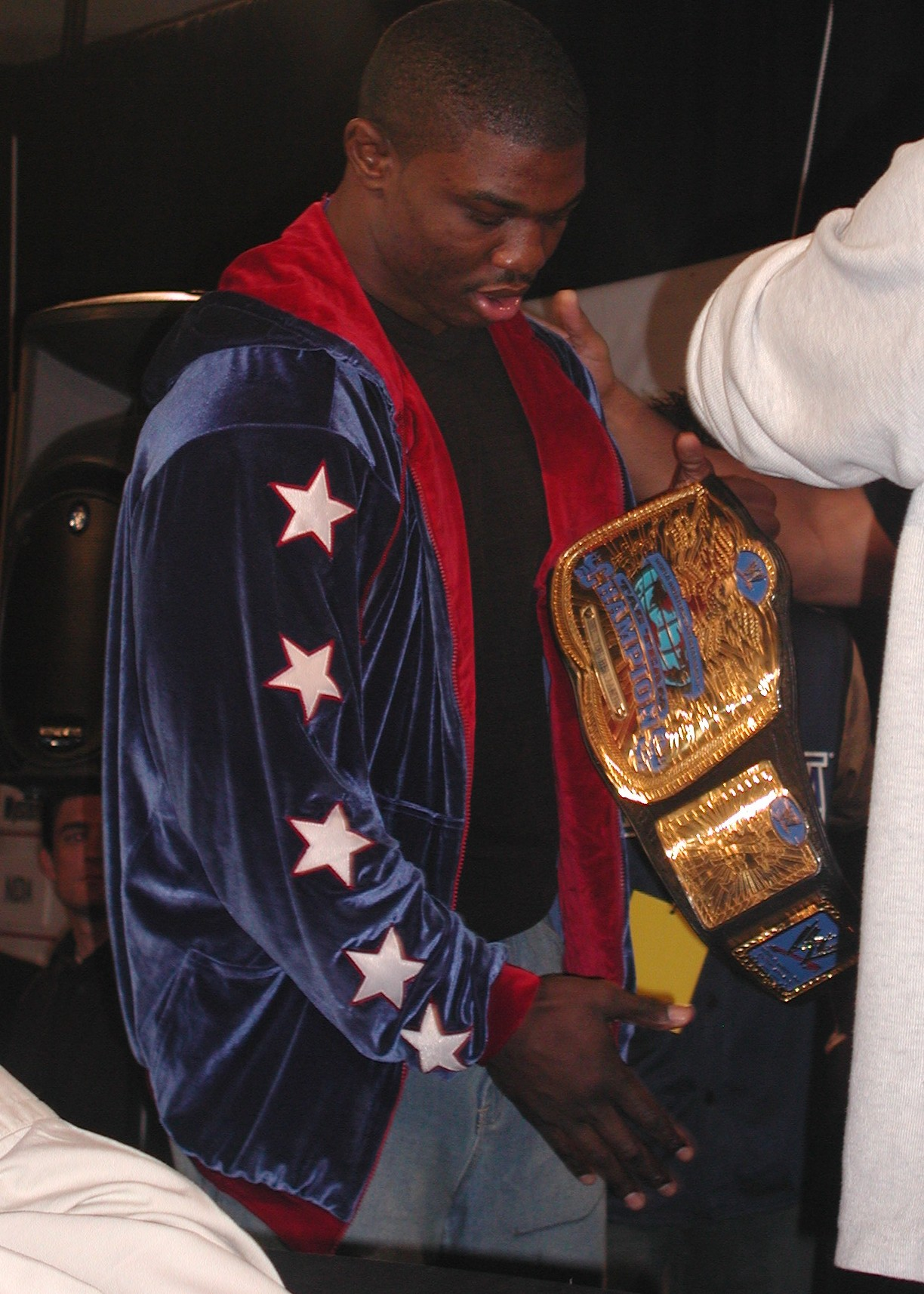
Shelton Benjamin avec la ceinture de champion par équipe de la WWE en 2003.

Il dispute son premier match télévisé à la World Wrestling Entertainment (WWE) le 4 août 2002 au cours de Sunday Night Heat où il bat Justin Credible. Le 26 décembre 2002, Paul Heyman présente Shelton Benjamin et Charlie Haas comme étant la Team Angle.
Le 19 janvier 2003 au cours du Royal Rumble, Haas et Benjamin participent au Royal Rumble match où ils éliminent Goldust puis Booker T avant que Brock Lesnar ne les élimine ensemble. Onze jours plus tard, ils deviennent challenger pour le championnat par équipe de la WWE après leur victoire sur Edge et Chris Benoit avec l'aide de Kurt Angle qui . Le 6 février, ils remportent ce titre face à Los Guerreros (Eddie et Chavo Guerrero).

#### Débuts en solo et Champion Intercontinental (2004-2007)
Shelton Benjamin fut drafté à WWE Raw, ce qui mit fin à son équipe avec Charlie Haas.
Pour sa première apparition télévisée à RAW, il bat Triple H avec un Shelton Splash dans le coin alors que Triple H regardait une dispute entre Chris Benoit et Ric Flair, le Nature Boy ayant aidé HHH lors du combat.
À la suite de cet affrontement, une rivalité aura lieu entre l'Evolution et Shelton Benjamin, puisque ce dernier battra lors de Monday Night RAW Triple H par décompte à l'extérieur. À la fin du match, Triple H, Batista, Randy Orton et Ric Flair viendront tabasser jusqu'au sang Shelton Benjamin, avant que Mick Foley, Shawn Michaels et Chris Benoit viennent le protéger.
À la suite de cet affrontement, l'Evolution perdra à plusieurs reprises des matchs par équipe contre l'équipe Anti-Evolution constituée entre autres de Shelton, HBK et Benoit.
À Backlash, Shelton Benjamin vaincra Ric Flair après une Clotheline de la 3e corde.
À Taboo Tuesday, Shelton Benjamin gagnera son premier Intercontinental Championship face à Chris Jericho. Shelton a été choisi parmi 15 autres catcheurs dont Batista, The Hurricane ou encore Rhyno. Shelton vaincra à la suite d'une T-Bone Suplex, qui deviendra par la même occasion son finisher.
Après un long règne, avec de nombreuses défenses de titres contre Christian Cage et Chris Jericho, il perdra son titre IC face à Carlito, pour le regagner face à Ric Flair avec l'aide de "Momma" qui simulera une maladie. À Backlash, dans un "Winner Takes All" Shelton Benjamin perdra son titre Intercontinental face à Rob Van Dam où il avait l'occasion de remporter la mallette de Mister Money In The bank. Shelton gagnera son troisième titre Intercontinental dans un 3 on 2 Texas Tornado Match où il sera associé à Triple H et Chris Masters contre John Cena et RVD. Les deux titres sont en jeu, et Shelton posera sa main sur Rob Van Dam 1 seconde avant que Triple H fasse le tombé sur John Cena, ce qui lui permit de remporter le match. Dans un Triple Threat Match où Carlito et Johnny Nitro s'associeront tout le match contre le Champion, Nitro gagnera son premier titre en solo.
L'année 2007 fut une année décevante pour Shelton Benjamin, où il n'est apparu que dans Heat, où en jobbant à RAW, avec son partenaire Charlie Haas. Ce dernier n'étant pas aimé par l'équipe créative et Vince McMahon lui-même, il a sûrement contribué à la période décevante de Shelton Benjamin.

#### The Gold Standard et renvoi (2007-2010)
Cette période prit fin avec son draft à la ECW sous l'ordre de Dusty Rhodes qui avait pour but d'en faire un ECW Champion, d'où son gros push. Cette période présente le renouveau de Shelton Benjamin avec une nouvelle coiffure, une gimmick de Heel qui se croit supérieur à tous, avec son surnom de « Gold Standard ». Il combat d'ailleurs depuis avec les chaussures or, la tenue or et cheveux couleur or.
Mais Dusty Rhodes ayant été envoyé à la FCW, son push prit fin et est drafté à WWE SmackDown.
Le 4 juillet, Shelton perd un Fatal-4-Way match pour le United States Championship contre Matt Hardy, Mr.Kennedy et Chavo Guerrero.
Le 11 juillet, Shelton Benjamin remporte un match contre l'US Champion Matt Hardy.
À Great American Bash 2008 il défait Matt Hardy, le champion à l'époque, pour le titre U.S.
Le 25 juillet, à SmackDown!, Shelton Benjamin bat Jimmy Wang Yang.
 Une semaine après, il perd contre Mr Kennedy dans un non-title match. Après ce match, Shelton semble assez mal, et il dit au micro qu'il souffre d'un cas aigu de bronchites. Beaucoup pense que les deux hommes pourraient s'affronter à Summerslam. Mais lors d'un House Show, Kennedy s'est blessé à l'épaule et sera absent de Summerslam ce qui écarte le seul challenger de Shelton pour son titre.
Le 8 août, à Smackdown, Shelton Benjamin doit remettre son titre en jeu face à Jeff Hardy, il est sur le point de le perdre lorsque MVP intervient en frappant Jeff Hardy ce qui fait en sorte que le match se termine sur un No Contest.
Le 17 août, à Summerslam il intervient dans le match entre Jeff Hardy et MVP en faveur de ce dernier, ce qui permet à MVP de remporter le match.
Le 5 septembre, il intervient dans la promo de Triple H en se proclamant futur vainqueur à Unforgiven. Dans ce même show, il défait MVP.
Le 22 août, il défait Finlay et se place dans le Scramble Match à Unforgiven pour le WWE Championship aux côtés de Brian Kendrick, MVP, Jeff Hardy et le champion Triple H. Lors du PPV, il ne remporte pas le WWE Championship car Triple H conserve sa ceinture.
À Cyber Sunday, il bat R-Truth qui a été choisi avec 59 % des voix. Il reste donc champion des États-Unis. 2 semaines après, une nouvelle victoire de Shelton Benjamin pour le titre des États-Unis met fin à cette rivalité.
Il conserve son titre des États-Unis en battant Huricane Helms le 26 décembre à Smackdown!.
Lors du Smackdown! du 2 janvier, Jim Ross annonçait quelques catcheurs pour le Royal Rumble dont Shelton Benjamin. Lors du Smackdown! du 9 janvier 2009, il perd contre l'Undertaker. Lors du Smackdown! du 23 janvier 2009, il perd encore une fois par soumission face à l'Undertaker. Le 25 janvier 2009, il participe au Royal Rumble mais se fait éliminer par l'Undertaker ce qui met fin à la rivalité entre les deux hommes.
Lors du Smackdown! du 6 mars 2009, il bat Jeff Hardy par disqualification et se qualifie pour le Money In The Bank Ladder match à WrestleMania XXV où il a effectué un salto du haut d'une échelle.
Lors du 500e épisode de Smackdown du 20 mars 2009, il perd le WWE United States Championship au profit de MVP, après 243 jours de règne (environ 9 mois). Lors de Wrestlemania XXV, il ne remporte pas le Money In The Bank Ladder Match car c'est CM Punk qui le remporte. Le 14 avril 2009, il perd contre The Undertaker. Lors de Judgment Day 2009, il affronte John Morrison mais perd le match.
Le 29 juin 2009, il est drafté à la ECW. Il effectue un face turn et entame une rivalité avec Zack Ryder pour déterminer la superstar la plus divertissante et le bat le 11 août. Il entame ensuite une rivalité contre Sheamus qui se termine le 27 octobre lorsqu'il perd contre lui une dernière fois. À TLC il perd contre Christian dans un match de l'échelle pour le ECW Championship. Le 5 janvier, il participe au ECW Homecoming et bat Chavo Guerrero. Il commence ensuite une rivalité avec Vance Archer. Le 9 février 2010, il gagne face à Vance Archer dans un No Disqualification, No Count Out match.
Après la suppression de la ECW, The Gold Standard retourne à Smackdown. Il a un match de qualification face à CM Punk pour le Money In The Bank à WrestleMania XXVI. Il le défait après une intervention de Rey Mysterio et il aura l'occasion de remporter le Money In The Bank. La semaine suivante, il bat Dolph Ziggler. Lors de Superstars, il perd face à ce dernier. Le 18 mars, à Superstars, il perd contre Kane. Lors de Smackdown du 26 mars, il gagne un Tag Team match opposant les participants au Money in the bank de Raw à ceux de Smackdown. À Wrestlemania XXVI, il perd le Money In The Bank qui est remporté par Jack Swagger, Depuis, on ne le voit plus que dans les vestiaires.
Il est renvoyé de la WWE le 22 avril 2010.

### Circuit indépendant (2010-2012)
Shelton Benjamin lutte actuellement à la World Wrestling Council. Le dimanche 1er août Shelton Benjamin remporte le titre WWC Universal Heavyweight Championship face à Ray Gonzalez. Il perd son titre face à Carlito.
Il est annoncé comme prenant part au The World Wrestling Fan Xperience Champions Showcase Tour à Manille aux Philippines, le 4 février 2012. Pendant ce show il perdra son match contre John Morrison. Le 18 mai 2014 il bat Trent Barreta .

### Ring of Honor (2010-2013)
Il reforme la World's Greatest Tag Team avec Charlie Haas et combat à plusieurs occasions lors des PPV de la ROH, face aux Bravado Brothers et aux All Night Express. En 2011, ils deviennent réguliers du roster de la ROH.
Lors de 9th Anniversary Show, ils battent The Briscoe Brothers (Jay Briscoe et Mark Briscoe) et deviennent challenger no 1 pour les ROH World Tag Team Championship. Lors de Honor Takes Center Stage, ils battent The Kings of Wrestling (Claudio Castagnoli et Chris Hero) et remportent les ROH World Tag Team Championship. Lors de Gateway To Honor, ils conservent leur titres contre Future Shock (Adam Cole et Kyle O'Reilly). Lors de Final Battle (2011), ils perdent leur titres contre The Briscoe Brothers. Lors de Border Wars (2012), ils remportent les ROH World Tag Team Championship pour la deuxième fois en battant The Briscoe Brothers. Lors de Best in the World (2012), ils perdent leur titres contre The All-Night Express (Kenny King et Rhett Titus).
Lors de Final Battle, Charlie Haas et lui battent Rhett Titus et B.J. Whitmer dans un Street Fight Match. Lors de Supercard Of Honor VII, il perd contre Mike Bennett.

### New Japan Pro Wrestling (2012-2015)
Il fait ses debuts dans un match par équipe où il fait équipe avec MVP, pour battre Tanaka et Takahashi au PPV Wrestle Kingdom VI de la NJPW. Lors de Dominion 6.16, MVP et lui battent Karl Anderson et Tama Tonga. Lors de Wrestle Kingdom 7, il perd contre Masato Tanaka et ne remporte pas le NEVER Openweight Championship.

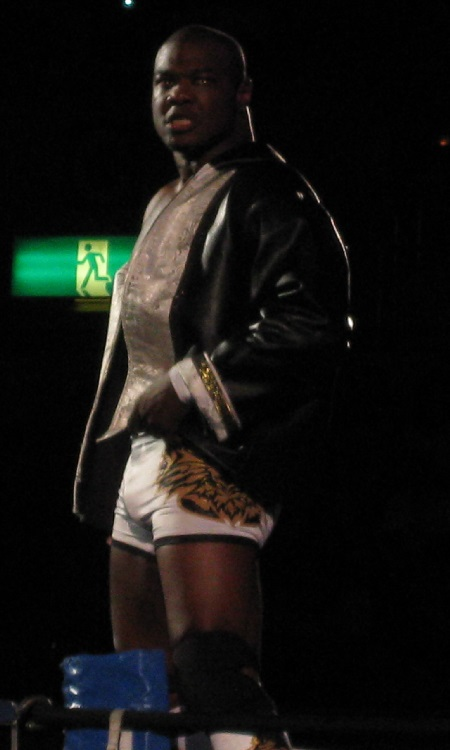
Benjamin à la New Japan Pro Wrestling en Septembre 2013

Il effectue son retour le 20 avril en se révélant être le nouveau membre du clan Suzuki-gun et fait équipe avec le leader Minoru Suzuki pour battre Chaos (Kazuchika Okada et Shinsuke Nakamura). Lors de Wrestling Dontaku 2013, il perd contre Shinsuke Nakamura et ne remporte pas le IWGP Intercontinental Championship. Lors de Dominion 6.22, lui et Minoru Suzuki battent Shinsuke Nakamura et Tomohiro Ishii. Lors de Destruction 2013, il perd contre Shinsuke Nakamura et ne remporte pas le IWGP Intercontinental Championship. Du 23 novembre au 7 décembre, lui et Minoru Suzuki participent au World Tag League 2013, qu'ils terminent avec un record de trois victoires et trois défaites, avec une défaite contre Chaos (Takashi Iizuka et Toru Yano) le dernier jour qui leur coute une place en demi-finale,. Lors de Wrestle Kingdom 8, lui et Minoru Suzuki perdent contre The Great Muta et Toru Yano,. Le 15 mars, il participe à la New Japan Cup 2014, au premier tour il bat Yujiro Takahashi. Le 22 mars il bat Katsuyori Shibata et se qualifie pour les demi-finales du tournoi. En demi-finale il perd contre Bad Luck Fale.

### Pro Wrestling Noah (2015–2016)
Le 18 juillet, il perd contre Takashi Sugiura. En novembre, il participe au Global League 2015 où il perd en finale contre Naomichi Marufuji. Le 12 juin 2016, il perd contre Gō Shiozaki et ne remporte pas le GHC Heavyweight Championship.

### Retour à la World Wrestling Entertainment (2017-2023)

#### SmackDown Live, alliance avec Chad Gable et retour en solo (2017-2019)
Le 29 août à SmackDown Live, Chad Gable et lui font leurs débuts dans le show bleu, disputent leur premier match et ensemble, les deux catcheurs battent l'Ascension (Konnor et Viktor). 
Le 8 octobre lors du pré-show à Hell in a Cell, ils battent les Hype Bros (Mojo Rawley et Zack Ryder). 
Le 17 décembre à Clash of Champions, ils ne remportent pas les titres par équipes de SmackDown, battus par les Usos dans un Fatal 4-Way Tag Team match qui inclut également le New Day (Big E et Kofi Kingston), Rusev et Aiden English.
Le 9 janvier 2018 à SmackDown Live, ils effectuent un Heel Turn, car ils se plaignent d'avoir injustement perdu la semaine passée: en effet, ils ont battu les jumeaux pour les ceintures, mais n'ont pas fait le tombé sur le bon catcheur. Le GM du show bleu, Daniel Bryan, leur accorde une revanche contre les Samoans pour les titres par équipes dans un Two Out of Three Falls match au Royal Rumble. Le 28 janvier au Royal Rumble, ils ne remportent pas les ceintures, rebattus par leurs mêmes adversaires dans un 2 Out of 3 Falls match (0-2). Le 11 mars lors du pré-show à Fastlane, Mojo Rawley et eux perdent face à Tye Dillinger et Breezango (Fandango et Tyler Breeze) dans un 6-Man Tag Team match. 
Le 8 avril lors du pré-show à WrestleMania 34, ils ne remportent pas la André the Giant Memorial Battle Royal, gagnée par Woken Matt Hardy. Neuf soirs plus tard à SmackDown Live, il met officiellement fin à son alliance avec Chad Gable, puis perd face à Jeff Hardy. Le 27 avril au Greatest Royal Rumble, il entre dans le Men's Royal Rumble match en 48e position, mais se fait éliminer par Chris Jericho.
Le 27 janvier 2019 au Royal Rumble, il entre dans le Men's Royal Rumble match en 22e position, mais se fait éliminer par Braun Strowman.
Le 7 avril lors du pré-show à WrestleMania 35, il ne remporte pas la André the Giant Memorial Battle Royal, gagnée par The Monster Among Men.

#### Draft àRaw, triple champion 24/7, The Hurt Business, champion par équipes deRawavec Cedric Alexander et départ (2019-2023)
Le 14 octobre à Raw, lors du Draft, il est annoncé être officiellement transféré au show rouge par Stephanie McMahon.
Le 26 janvier 2020 au Royal Rumble, il entre dans le Men's Royal Rumble match en 10e position, mais se fait éliminer par Brock Lesnar.
Le 20 juillet à Raw, il devient le nouveau champion 24/7 après avoir effectué le tombé sur R-Truth, remporte le titre pour la première fois de sa carrière et rejoint officiellement le Hurt Business de MVP et Bobby Lashley. Le 3 août à Raw, il ne conserve pas sa ceinture, battu par Akira Tozawa dans un Triple Threat match qui inclut également R-Truth, ce qui met fin à un règne de 14 jours. Quatorze soirs plus tard à Raw, il redevient champion 24/7, pour la seconde fois, en effectuant le tombé sur R-Truth, perd la ceinture sur un tombé de Cedric Alexander, mais la remporte une troisième fois en refaisant le tombé sur ce dernier. La semaine suivante à Raw, il ne conserve pas sa ceinture, rebattu par le catcheur japonais dans un Fatal 4-Way match qui inclut également Cedric Alexander et R-Truth, ce qui met fin à un règne de 7 jours.
Le 22 novembre lors du pré-show aux Survivor Series, il ne remporte pas la Dual Brand Battle Royal, gagnée par The Miz. Le 20 décembre à TLC, Cedric Alexander et lui deviennent les nouveaux champions par équipes de Raw en battant le New Day et remportent les titres pour la première fois de leurs carrières.
Le 15 mars 2021 à Raw, ils ne conservent pas leurs ceintures, battus par leurs mêmes adversaires dans un match revanche, ce qui met fin à un règne de 85 jours. Quatorze soirs plus tard à Raw, MVP et Bobby Lashley leur annoncent qu'ils sont tous deux renvoyés du clan.
Le 27 septembre à Raw, ils font leur retour dans le clan, mais se font attaquer par le New Day durant le match entre Big E et Bobby Lashley, pour le titre de la WWE, qui se termine en match nul à la suite de la bagarre entre les deux équipes.
Le 21 octobre lors du pré-show à Crown Jewel, ils perdent face aux Usos dans un match sans enjeu. Le 21 novembre aux Survivor Series, il ne remporte pas la Dual Brand Battle Royal, gagnée par Omos.
Le 21 septembre 2023, il est licencié par la compagnie.

### All Elite Wrestling (2024-...)
Le 2 octobre 2024 à Dynamite: 5th Year Anniversary, il fait ses débuts à la All Elite Wrestling et retrouve son ancien mentor du Hurt Business, MVP. 14 soirs plus tard à Dynamite, il dispute son premier match et bat Lio Rush.
Le 22 janvier 2025 à Dynamite, Bobby Lashley et lui deviennent les nouveaux champions du monde par équipes en battant Private Party (Zay et Quen) et remportent les titres pour la première fois de leurs carrières. Le 9 mars à Revolution, ils conservent leurs titres en battant The Outrunners (Truth Magnum et Turbo Floyd). 
Le 6 avril à Dynasty, ils conservent leurs titres en battant The Learning Tree (Big Bill et Bryan Keith). Le 25 mai à Double or Nothing, ils conservent leurs titres en battant The Sons of Texas (Dustin Rhodes et Sammy Guevara).
Le 12 juillet à All In, ils conservent leurs titres en battant The Patriarchy (Christian Cage et Nick Wayne) et JetSpeed (Kevin Knight et Mike Bailey) dans un 3-Way Tag Team match.

## Palmarès
- All Elite Wrestling

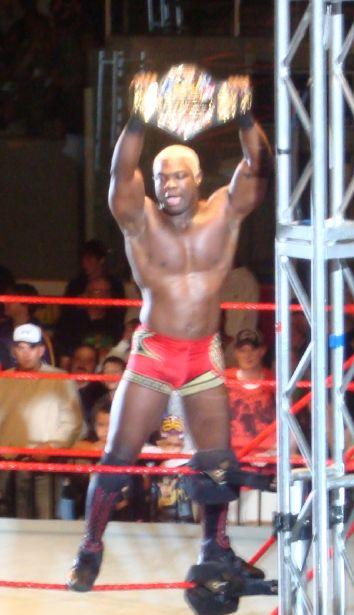
Shelton Benjamin en tant que champion des États-Unis.

  - 1 fois champions du monde par équipe de la AEW avec Bobby Lashley (actuel)

- Millennium Wrestling Federation
  - 1 fois Champion Poids-Lourds de la MWF

- Ohio Valley Wrestling
  - 4 fois Champion par équipes de la OVW avec Brock Lesnar (3) et Redd Dogg (1)

- Ring of Honor
  - 2 fois Champion du monde par équipes de la ROH avec Charlie Haas

- World Wrestling Council
  - 1 fois Champion Poids-Lourds Universel de la WWC

- World Wrestling Entertainment
  - 3 fois Champion Intercontinental
  - 1 fois Champion des États-Unis de la WWE
  - 3 fois Champion 24/7
  - 3 fois Champion par équipes de (Raw) la WWE avec Charlie Haas (2) et Cedric Alexander (1)[69]

## Récompenses des magazines
- Pro Wrestling Illustrated
  - PWI Tag Team of the Year en 2003 avec Charlie Haas[70]

| Année | 2001 | 2002 | 2003 | 2004 | 2005 | 2006 | 2007 | 2008 | 2009 | 2010 | 2011 | 2012 | 2013 | 2014 | 2015       | 2016 | 2017       | 2018 | 2019 | 2020 | 2021 | 2022 à 2023 | 2024 |
| ----- | ---- | ---- | ---- | ---- | ---- | ---- | ---- | ---- | ---- | ---- | ---- | ---- | ---- | ---- | ---------- | ---- | ---------- | ---- | ---- | ---- | ---- | ----------- | ---- |
| Rang  | 153  | 132  | 30   | 16   | 9    | 37   | 91   | 62   | 31   | 76   | 71   | 42   | 124  | 212  | Non classé | 186  | Non classé | 109  | 194  | 445  | 170  | Non classé  | 318  |

- Wrestling Observer Newsletter awards
  - Most Underrated Wrestler (2005–2007)[72]